# Benno Fürmann
Benjamin Fürmann, detto Benno (Berlino, 17 gennaio 1972), è un attore tedesco.
Fürmann è conosciuto per aver interpretato i film La principessa + il guerriero (2000) di Tom Tykwer e Joyeux Noël - Una verità dimenticata dalla storia (2005), dove interpreta il ruolo di Nikolaus Sprink, un tenore austriaco.

## Biografia
Nato a Berlino nel 1972, dopo essere rimasto orfano a soli 15 anni esercita i mestieri più diversi: da operaio a cameriere, da buttafuori a motociclista professionista. Nel 1987 trascorre sei settimane in ospedale a causa di un incidente accadutogli mentre faceva surf. Dopo il ricovero, decide di intraprendere la professione di attore.
Nel 1991 parte per New York, dove studia recitazione al Lee Strasberg Theater Institute. Tornato in Germania, debutta prima sul piccolo schermo con il film tv Schuld war nur der Bossa Nova (1992) di Bernd Schadewald, che lo dirigerà in molte altre pellicole, poi fa il suo esordio cinematografico nel film Die ungewisse Lage des Paradieses di Franziska Buch. Molto spesso compagno di set di attori come Til Schweiger, Niels-Bruno Schmidt, Jürgen Vogel e Franka Potente, si impone all'attenzione del cinema europeo inizialmente con due pellicole, Anatomy (2000) e il drammatico La principessa + il guerriero (2000) di Tom Tykwer, entrambe accanto a Franka Potente. Successivamente recita in progetti più internazionali come La setta dei dannati (2003).
Doppiatore di Sinbad nella versione tedesca di Sinbad - La leggenda dei sette mari (2003), è accanto a Max von Sydow ne La saga dei Nibelunghi (2004), poi diventa soldato in Joyeux Noël - Una verità dimenticata dalla storia (2005) e recita nel film Sopravvivere coi lupi (2007). Nel 2008 recita accanto a John Malkovich in Mutant Chronicles (2008) e con Susan Sarandon in Speed Racer (2008). Nel 2011 partecipa al film In Darkness. Malgrado la sua costante presenza nelle produzioni americane, continua a vivere a Berlino con la sua compagna e la figlia Zoe. Molto popolare in Germania, riesce a creare un equilibrio fra fragilità, vulnerabilità e tragedia, caratteristiche che fanno di lui uno dei più credibili attori tedeschi nel genere epico.

## Filmografia

### Cinema
- Heimat 2 - Cronaca di una giovinezza (Die Zweite Heimat - Chronik Einer Jugend), regia di Edgar Reitz (1992) - (episodio: L'epoca delle molte parole)
- Die ungewisse Lage des Paradieses, regia di Franziska Buch (1992)
- Durst, regia di Martin Weinhart (1993)
- Einfach nur Liebe, regia di Peter Timm (1994)
- Grenzgänger, regia di Theodor Kotulla e Franz Leopold Schmelzer - cortometraggio (1995)
- California Convertible, regia di Michael Keusch (1995)
- Scarmour, regia di Sikander Goldau (1997)
- Made in Taiwan, regia di Anja Friehoff - cortometraggio (1997)
- Kiss My Blood, regia di David Jazay (1998)
- Candy, regia di Christopher Roth (1998)
- Der Eisbär, regia di Til Schweiger e Granz Henman (1998)
- Pünktchen und Anton, regia di Caroline Link (1999)
- St. Pauli Nacht, regia di Sönke Wortmann (1999)
- 'Ne günstige Gelegenheit, regia di Gernot Roll (1999)
- Anatomy (Anatomie), regia di Stefan Ruzowitzky (2000)
- Freunde, regia di Martin Eigler (2000)
- Kanak Attack, regia di Lars Becker (2000)
- La principessa + il guerriero (Der Krieger und die Kaiserin), regia di Tom Tykwer (2000)
- Jeans, regia di Nicolette Krebitz (2001)
- Nackt, regia di Doris Dörrie (2002)
- Wolfsburg, regia di Christian Petzold (2003)
- La setta dei dannati (The Order), regia di Brian Helgeland (2003)
- Gespenster, regia di Christian Petzold (2005)
- Joyeux Noël - Una verità dimenticata dalla storia (Joyeux Noël), regia di Christian Carion (2005)
- Galline da salvare (Die Wilden Hühner), regia di Vivian Naefe (2006)
- Dolf e la crociata dei bambini (Kruistocht in spijkerbroek), regia di Ben Sombogaart (2006)
- Le galline selvatiche e l'amore (Die Wilden Hühner und die Liebe), regia di Vivian Naefe (2007)
- Pornorama, regia di Marc Rothemund (2007)
- Sopravvivere coi lupi (Survivre avec les loups), regia di Véra Belmont (2007)
- Warum Männer nicht zuhören und Frauen schlecht einparken, regia di Leander Haußmann (2007)
- Speed Racer, regia di Lana e Lilly Wachowski (2008)
- Mutant Chronicles, regia di Simon Hunter (2008)
- North Face - Una storia vera (Nordwand), regia di Philipp Stölzl (2008)
- Jerichow, regia di Christian Petzold (2008)
- Le galline selvatiche e la vita (Die Wilden Hühner und das Leben), regia di Vivian Naefe (2009)
- Deutschland 09 - 13 kurze Filme zur Lage der Nation, regia collettiva (2009)
- Hinter Kaifeck, regia di Esther Gronenborn (2009)
- Die Rechnung, regia di Peter Wedel - cortometraggio (2009)
- L'affaire Farewell, regia di Christian Carion (2009)
- Überlebensstrategien für das neue Jahrtausend, regia di Felix Thiemer (2009)
- Dinosaurier, regia di Leander Haußmann (2009)
- Teufelskicker, regia di Granz Henman (2010)
- In Darkness, regia di Agnieszka Holland (2011)
- Tom Sawyer, regia di Hermine Huntgeburth (2011)
- Lara, regia di Bernd Schadewald (2012)
- Hai-Alarm am Müggelsee, regia di Leander Haußmann e Sven Regener (2013)
- Der blinde Fleck, regia di Daniel Harrich (2013)
- L'uomo perfetto (Der fast perfekte Mann), regia di Vanessa Jopp (2013)
- Quatsch und die Nasenbärbande, regia di Veit Helmer (2014)
- Die Einsamkeit des Killers vor dem Schuss, regia di Florian Mischa Böder (2014)
- Notte splendente (Nachthelle), regia di Florian Gottschick (2014)
- Von glücklichen Schafen, regia di Kadir Sözen (2015)
- Survivor, regia di James McTeigue (2015)
- Heil, regia di Dietrich Brüggemann (2015)
- Fiddlesticks, regia di Vincent Assmann (2015)
- Volt, regia di Tarek Ehlail (2016)
- Fühlen Sie sich manchmal ausgebrannt und leer?, regia di Lola Randl (2017)
- Intrigo - Morte di uno scrittore (Intrigo: Death of an Author), regia di Daniel Alfredson (2018)
- Get Lucky, regia di Ziska Riemann (2019)
- Io rimango qui (Gott, du kannst ein Arsch sein), regia di André Erkau (2020)
- Die Känguru-Verschwörung, regia di Marc-Uwe Kling e Alexander Berner (2022)

### Televisione
- Schuld war nur der Bossa Nova, regia di Bernd Schadewald – film TV (1992)
- Schicksalsspiel, regia di Bernd Schadewald – film TV (1993)
- Lady Cop (Die Kommissarin) – serie TV, episodio 1x04 (1994)
- Lemgo, regia di Jörg Grünler – film TV (1994)
- Beckmann & Markowski - Tödliches Netz, regia di Vivian Naefe – film TV (1994)
- Un caso per Schwarz (Schwarz greift ein) – serie TV, episodio 2x02 (1995)
- Und tschüss! – serie TV, 13 episodi (1995)
- Tot auf Halde, regia di Theodor Kotulla – film TV (1995)
- Belle Époque – miniserie TV, 3 puntate (1995)
- Und tschüss! Auf Mallorca, regia di Karsten Wichniarz – film TV (1996)
- Landgang für Ringo, regia di Lars Becker – film TV (1996)
- Das erste Mal, regia di Connie Walter – film TV (1996)
- Und tschüss! In Amerika, regia di Michael Keusch – film TV (1996)
- Polizeiruf 110 – serie TV, episodio 26x08 (1997)
- Boomtown Berlin – serie TV, episodio 2x01 (1997)
- Die Bubi Scholz Story, regia di Roland Suso Richter – film TV (1998)
- Mein Freund, der Bulle, regia di Johannes Hebendanz – film TV (1998)
- Sperling – serie TV, 7 episodi (1996-1999)
- Das Staatsgeheimnis, regia di Matthias Glasner – film TV (2001)
- La mia casa in Umbria (My House in Umbria), regia di Richard Loncraine – film TV (2003)
- Kleine Schwester, regia di Sabine Derflinger – film TV (2004)
- La saga dei Nibelunghi (Ring of the Nibelungs), regia di Uli Edel – film TV (2004)
- Jack und Bob, regia di Erhan Emre – film TV (2005)
- Die Sturmflut, regia di Jorgo Papavassiliou – film TV (2006)
- Die Grenze, regia di Roland Suso Richter – film TV (2010)
- Der Mauerschütze, regia di Jan Ruzicka – film TV (2010)
- Tatort – serie TV, 2 episodi (1994-2011)
- Alles Schwindel, regia di Wolfgang Murnberger – film TV (2013)
- Weniger ist mehr, regia di Jan Ruzicka – film TV (2013)
- Cuore selvaggio (In einem wilden Land), regia di Rainer Matsutani – film TV (2013)
- Kein Entkommen, regia di Andreas Senn – film TV (2014)
- Dr. Illegal, regia di Hadi Khanjanpour – film TV (2015)
- Zweimal zweites Leben, regia di Peter Henning e Claudia Prietzel – film TV (2016)
- Die vierte Gewalt, regia di Brigitte Bertele – film TV (2016)
- Neu in unserer Familie, regia di Stefan Krohmer – film TV (2016)
- Ellas Baby, regia di David Dietl – film TV (2017)
- Hanna – serie TV, 4 episodi (2019)
- Schuld – serie TV, episodio 3x03 (2019)
- 9 Tage wach, regia di Damian John Harper – film TV (2020)
- Nachtschicht – serie TV, episodio 1x16 (2020)
- Saubere Sache – serie TV, episodio 1x01 (2020)
- Der Kommissar und die Wut, regia di Andreas Senn – film TV (2020)
- Biohacker (Biohackers) – serie TV, 8 episodi (2020-2021)
- Babylon Berlin – serie TV (2017-in corso)

## Doppiatori italiani
- Fabio Boccanera in La principessa + il guerriero, La mia casa in Umbria
- Christian Iansante in La setta dei dannati, Speed Racer
- Vittorio De Angelis in La saga dei Nibelunghi, Joyeux Noël - Una verità dimenticata dalla storia
- Francesco Prando in Sopravvivere coi lupi
- Davide Marzi in Mutant Chronicles
- Loris Loddi in North Face - Una storia vera
- Francesco Bulckaen in Le galline selvatiche e la vita
- Alessandro D'Errico in In Darkness
- Massimo Bitossi in Survivor
- Riccardo Rossi in La saga dei Nibelunghi (ridoppiaggio)
- Stefano Alessandroni in Babylon Berlin